# Helmholtzia
Helmholtzia es un pequeño género con tres especies de plantas pertenecientes a la familia de las filidráceas. Es originario de Nueva Gales del Sur y Queensland en Australia, y Nueva Guinea.

## Etimología
El género fue nombrado en honor de Hermann von Helmholtz, médico y físico alemán, por el botánico Ferdinand von Mueller en 1865.

## Especies
- Helmholtzia acorifolia F.Muell.
- Helmholtzia glaberrima (Hook.f.) Caruel
- Helmholtzia novoguineensis

## Sinonimia
- Orthothylax (Hook.f.) Skottsb., Bot. Jahrb. Syst. 65: 264 (1932).[1]